# Curcuma zedoaria
El tamoilán de Filipinas o cedoaria (Curcuma zedoaria) es una especie de planta herbácea perteneciente a la familia de las zingiberáceas. Es originaria del sur y sudeste de Asia.

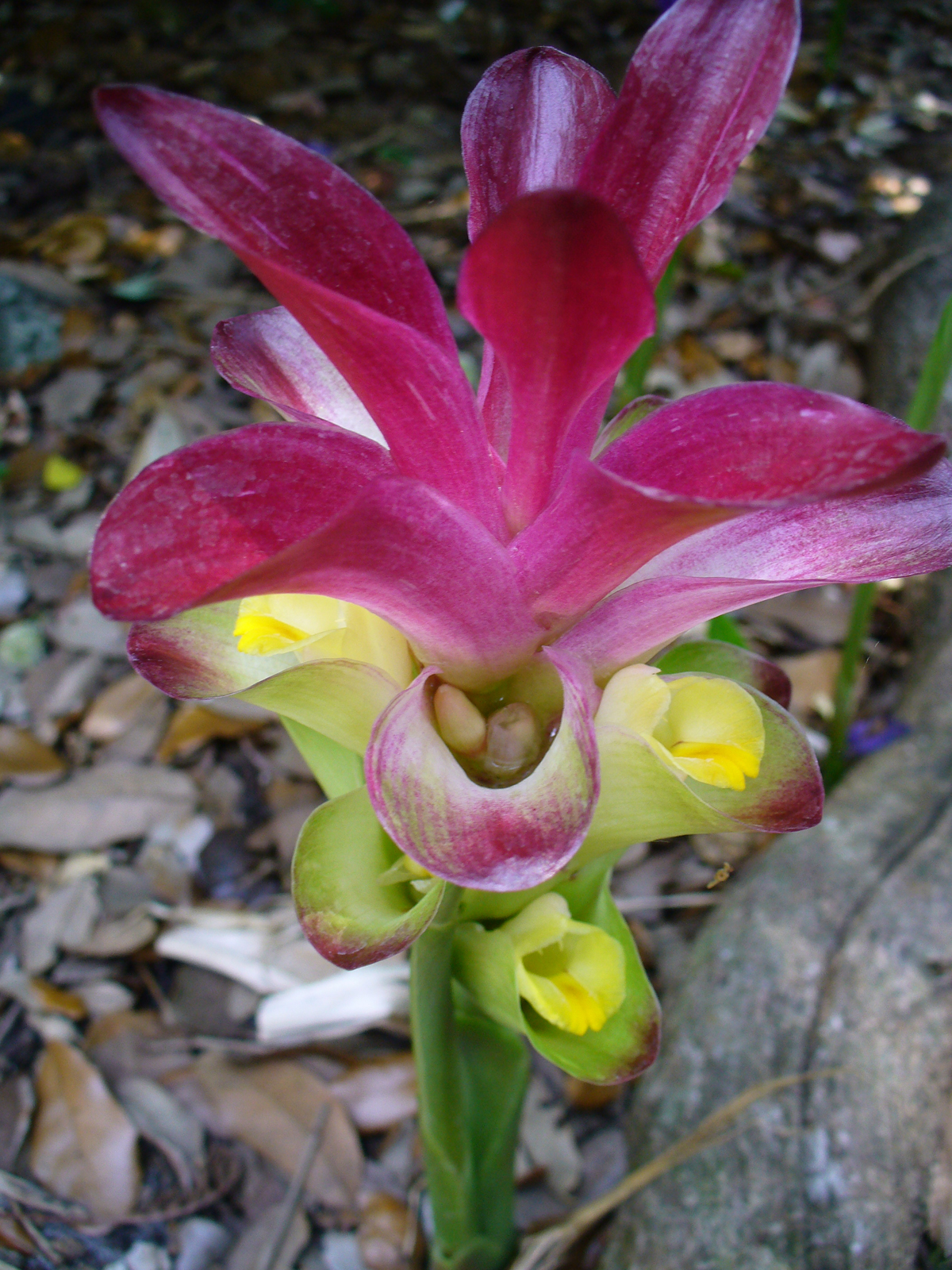
Flor.

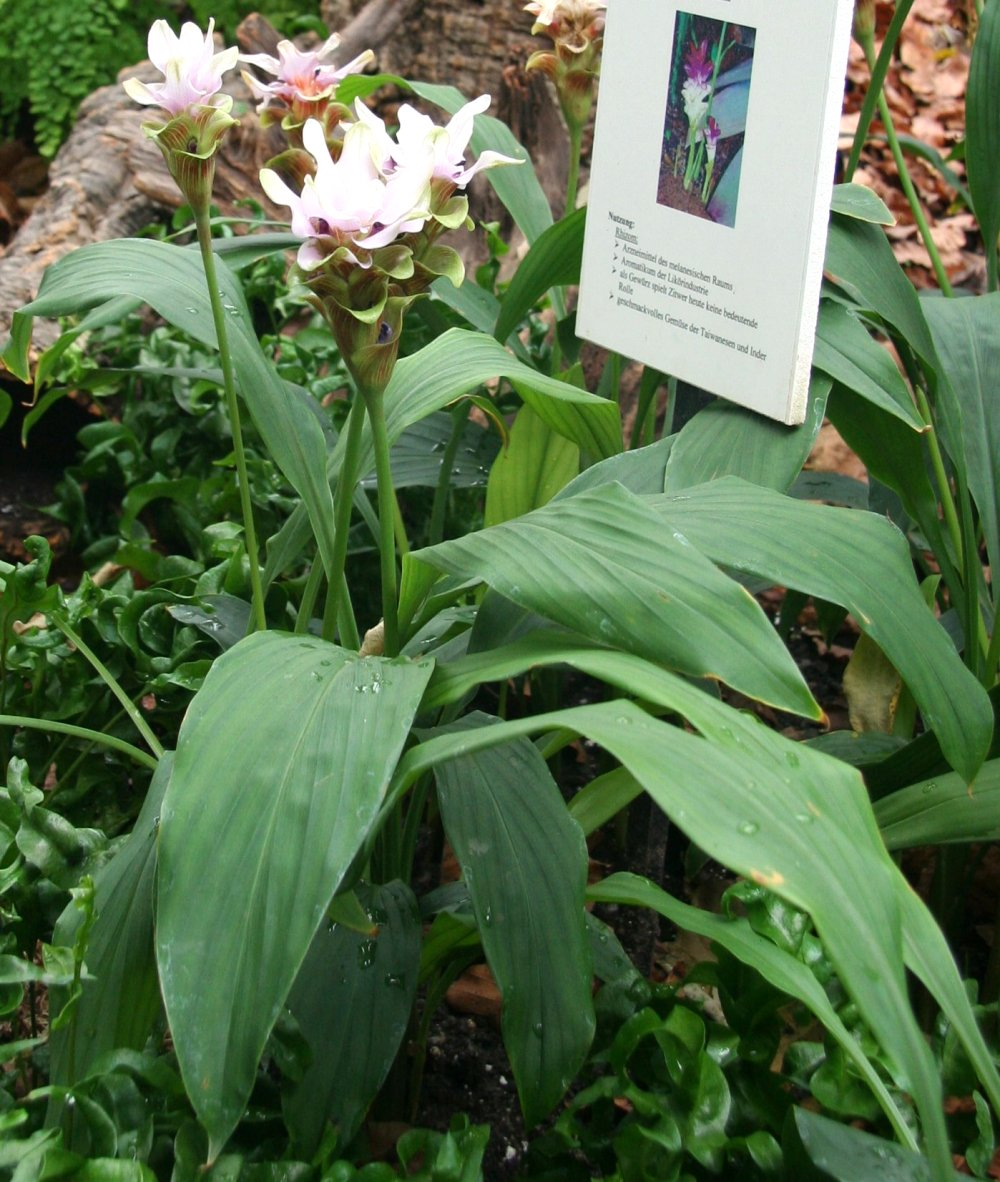
Planta.

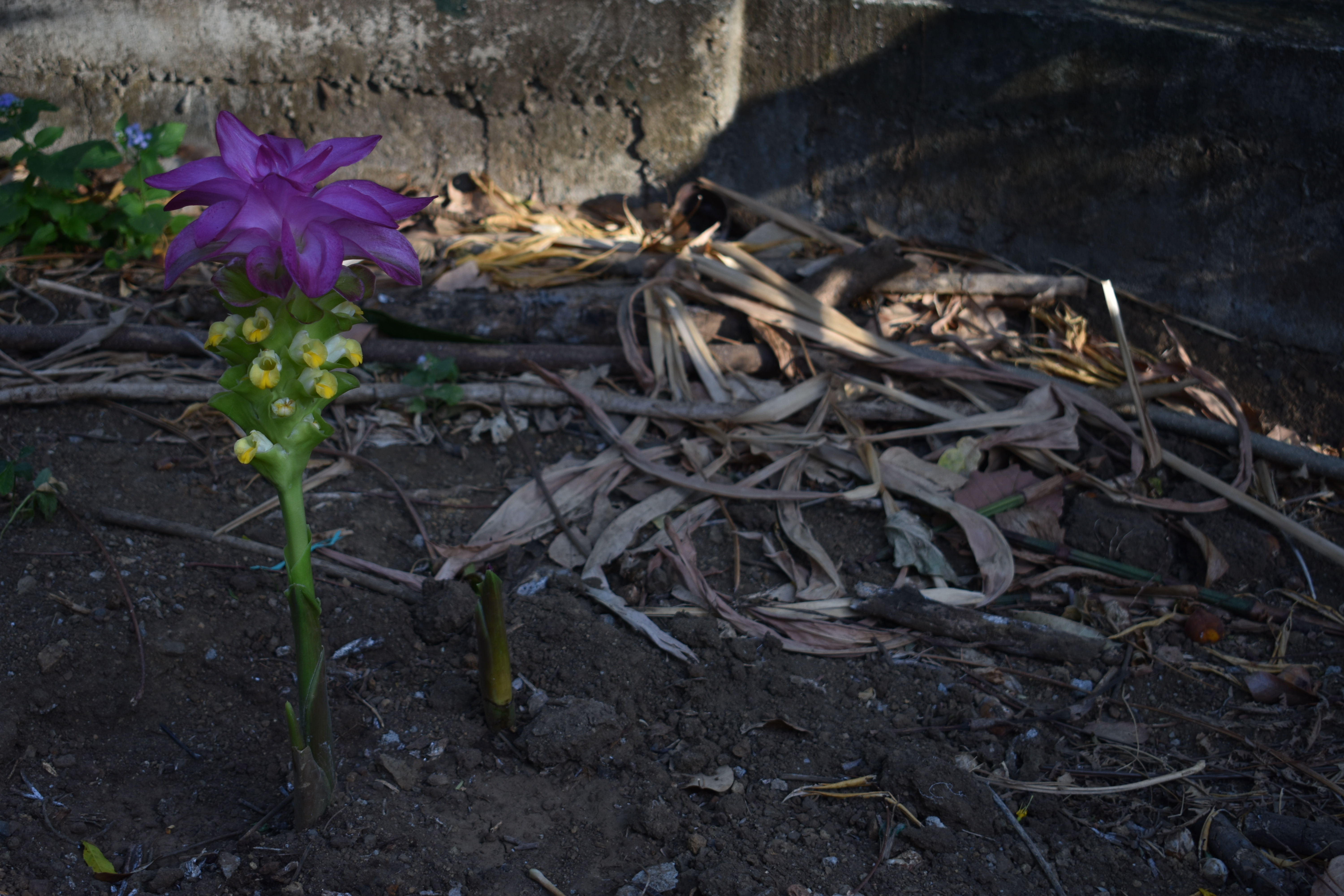
Curcuma Zedoaria en El Crucero, Managua, Nicaragua.

## Descripción
Existen dos variedades de cedoaria: la longa y la rotunda (alargada y redonda). Posee un rizoma tuberoso, usualmente piriforme, de unos 4 cm de longitud, de color marrón en el exterior y amarillento en el interior. Los rizomas tienen vesiculaciones laterales que forman nuevos engrosamientos tuberosos y que a su vez formarán una nueva planta. Las hojas son enteras y presentan nerviaciones de color púrpura. La inflorescencia es cilíndrica y brota del rizoma antes de que aparezcan las hojas. Las flores son de color amarillo, con brácteas de color verdoso y un bello color rosado en sus extremos.

## Distribución y hábitat
Es originaria de los bosques húmedos del sur y sudeste de Asia, desla la India y Ceilán hasta Vietnam, Malasia y Tailandia.

## Propiedades

### Medicina popular
- Es una planta aromática, carminativo y eupéptica. que estimula la motilidad del sistema digestivo. Es útil en casos de dispepsias atónicas, aquilia y déficit digestivo por falta de jugos grástricos e intestinales. También es una planta emenagoga, recomendada en la hipermenorrea y en otras alteraciones menstruales.usada como antídoto contra el veneno de la cobra y escorpiones.í[2]
- En la medicina tradicional china se usaba para el tratamiento de las quemaduras.

### Principios activos
- Resina (3 %), mucílago (9 %), principios amargos y aceite (2,5 %).
- Aceite esencial (1-1,5 %); rico en d-alfa-pineno, canfeno, cincol, alcanfor, borneol, sesquiterpenos (zingibereno...) y alcoholes no identificados.[2]

## Taxonomía
Curcuma zedoaria  fue descrita por (Christm.) Roscoe  y publicado en Transactions of the Linnean Society of London 8: 354. 1807.
- Sinonimia:
- Amomum zedoaria Christm. in G.F.Christmann & G.W.F.Panzer, Vollst. Pflanzensyst. 5: 12 (1779).
- Amomum latifolium Lam., Encycl. 1: 134 (1783).
- Amomum zerumbet J.König in A.J.Retzius, Observ. Bot. 3: 55 (1783), nom. illeg.
- Curcuma pallida Lour., Fl. Cochinch.: 9 (1790).
- Erndlia subpersonata Giseke, Prael. Ord. Nat. Pl.: 252 (1792).
- Erndlia zerumbet Giseke, Prael. Ord. Nat. Pl.: 199 (1792).
- Amomum latifolium Salisb., Prodr. Stirp. Chap. Allerton: 4 (1796).
- Curcuma zerumbet Roxb., Asiat. Res. 11: 333 (1810).
- Curcuma officinalis Salisb., Trans. Hort. Soc. London 1: 285 (1812).
- Curcuma speciosa Link, Enum. Hort. Berol. Alt. 1: 3 (1821).
- Costus luteus Blanco, Fl. Filip.: 4 (1837).
- Costus nigricans Blanco, Fl. Filip., ed. 2: 3 (1845).
- Roscoea lutea (Blanco) Hassk., Flora 47: 21 (1864), nom. illeg.
- Roscoea nigrociliata Hassk., Flora 47: 21 (1864).[4][n. 1]